# تاكاماتسو فايف أروس
تاكاماتسو فايف أروس هو فريق كرة سلة ياباني تأسس في 2006 يقع في كاغاوا. يلعب في دوري بي جاي.

## وصلات خارجية
الموقع الإلكتروني